# Федотова, Елена Дмитриевна
Елена Дмитриевна Федотова (род. 11 октября 1947 года, Москва, РСФСР, СССР) — российский искусствовед, академик Российской академии художеств (2021).

## Биография
Родилась 11 октября 1947 года в Москве.
В 1974 году — окончила отделение истории искусств исторического факультета МГУ.
С 1986 года — член Союза журналистов СССР, с 1997 года — член Секции критики Московского Союза художников.
В 2001 году — защитила докторскую диссертацию, тема: «Творчество Антонио Кановы в контексте культуры Италии 1750—1820-х гг.».
В 2012 году — избрана членом-корреспондентом, в 2021 году - академиком Российской академии художеств от Отделения искусствознания и художественной критики.
Заведующая отделом зарубежного искусства Института теории и истории изобразительных искусств при Российской академии художеств.

## Научная деятельность
Автор 36 монографий по зарубежному изобразительному искусству.

### Монографии, научные труды
- «Канова. Художник и его эпоха» (М., 2002 г.)
- «Венеция. Живопись века Просвещения» (М., 2002 г.)
- «Италия. История искусства» (М., 2006 г.)
- «Век Просвещения. Диалог философии и искусства» (М., 2013 г.)
- «Джованни Больдини» (М., 2002 г.)
- «Менгс» (М., 2003 г.)
- «Ангелика Кауфман» (М., 2004 г.)
- «Джованни Сегантини» (М., 2004 г.)
- «Назарейцы» (М.,2006 г.)
- «Флорентийская школа „Маккьяйоли“», «Искусство Италии. Век двадцатый» (М., 2013 г.) и др.
- «Париж Наполеона III. Искусство и люди» (М., 2014 г.)
- «Век Просвещения. Диалог философии и искусства» (М., 2015 г.)
- «Жан Оноре Домье» (М., 2015 г.)
- «Адольф фон Менцель» (М., 2016 г.)
- «Дюссельдорфская школа живописи» (М., 2017 г.)
- «Поль Деларош» (М., 2017 г.)

### Ответственный редактор и составитель фундаментальных научных изданий
- История искусства в 2-х тт. (М., 2003 г.)
- Мастера мировой живописи. В 2-х тт. (М., 2006 г.)
- Европейская живопись. Энциклопедический словарь. В 3-х т.(М., 1999 г.)
- История искусства. В 2-х т. (М., 2011-2013гг)

Инициатор публикации и научный редактор-составитель двух продолжающихся серийных изданий: «Иностранные мастера в Академии художеств» (с 2007 г.) и «Итальянский сборник» (с 1999 г.)

## Награды
- Медаль «За труды в культуре и искусстве» (31 июля 2025 года) — за большой вклад в развитие отечественной культуры и искусства, многолетнюю плодотворную деятельность[3]
- Медаль «В память 850-летия Москвы» (1997)